# Linda Thelenius
Linda Thelenius, tidigare under namnet Linda Rosing, född Linda Maria Elisabeth Gedin den 21 januari 1974 i Västerås, är en svensk dokusåpadeltagare, glamourmodell, sångerska, författare, partiledare och programledare. Hon är numera även utbildad flygvärdinna.

## Karriär

### Dokusåpadeltagare
Hon blev känd för sin medverkan i dokusåpan Big Brother år 2003 på Kanal 5, där hon bland annat skapade rubriker för att hon och Micke Lindgren hade sex i direktsänd TV. Hon har också vikt ut sig i flera herrtidningar, däribland Slitz. Hon medverkade i Michael Brinkenstjärnas tv-program Team Paparazzia tillsammans med dokusåpadeltagaren Meral Tasbas. Programmet spelades in men har hittills aldrig sänts i svensk TV. Under 2009 hade Thelenius sitt eget dejtingprogram på Kanal5 Den rätte för Rosing som sändes på Kanal 5. Hon deltog även under 2008 i spelprogrammet Sanningens ögonblick och i Wipeout under 2009. Under hösten 2011 var Thelenius med i dokusåpan Det Okända på Sjuan för att få hjälp med att bli av med spöken i sitt hus.
Våren 2015 var hon även med i tv-serien Realitystjärnorna på godset.

### Popmusiker
Thelenius släppte år 2004 singelskivan "Summer Love" vilken dock aldrig fick någon större framgång. I slutet av november 2006 gick Thelenius ut med att hon skall återuppta sin sångkarriär under artistnamnet Bionda (italienska ordet för blondin). Hennes första singel "Forget me, forget me not" släpptes den 12 december samma år. För att undvika juridiska konflikter med det italienska 1970-talsbandet La Bionda ändrade hon sitt folkbokförda personnamn till Linda Bionda. Således använde hon sitt andranamn som artistnamn.
Thelenius sa i april 2007 i Aftonbladet att hon inte längre ska fortsätta med musiken. 

### Författare

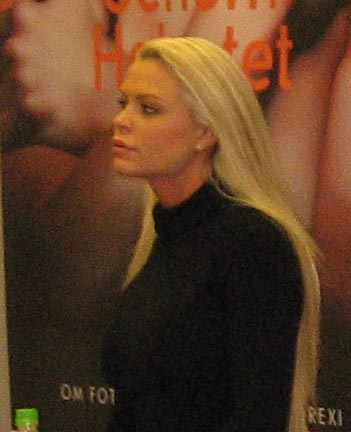
På Bok- och biblioteksmässan i Göteborg 2006.

År 2006 gjorde Thelenius debut som författare till boken Den nakna sanningen, som är en självbiografi skriven tillsammans med programledaren och journalisten Daniel Nyhlén.

### Politiker
Den 3 augusti 2006 tillkännagav Thelenius på en presskonferens på en krog i Gamla Stan att hon skulle ägna sig åt politik framöver, som partiledare för det nystartade partiet vid namn Unika partiet. Enligt Aftonbladet m.fl. källor beställde Thelenius 203 000 riksdagsvalsedlar för sitt parti vid Länsstyrelsen i Stockholms län den 31 juli.
I riksdagsvalet den 17 september 2006 fick Unika partiet 222 röster. I en intervju i Svenska Dagbladet menade hon att detta är ett väljarstöd att bygga vidare på, och att hon tänker fortsätta som partiledare. Den 9 april 2008 skrev hon dock i sin blogg att hon aldrig tog projektet särskilt seriöst och att det aldrig fanns några verkliga planer på att försöka nå riksdagen.

### Film
År 2007 skrev hon på ett fyraårskontrakt med pornografiproducenten Private Media Group. Rosing skulle medverka i en kalender, medverka i en sensuell film och vara företagets ansikte i Skandinavien. I en egenförfattad artikel senare samma år uppgav Thelenius att det inte var fråga om att göra pornografi.

### The Bitch Tour
Under försommaren 2007 började Linda Thelenius tillsammans med Fadde Darwich arbeta på nät-såpa-projektet The Bitch Tour, med Linda och Fadde. Målet var att producera ett 20-tal avsnitt som skulle innehålla "allt från vilda partyn på krogen till lite mer privata stunder". Tre avsnitt producerades:
- The bitch tour – del 1 (24 juli 2007)
- The bitch tour – del 2 (30 juli 2007)
- The bitch tour – del 3 (14 augusti 2007)

### Narkotikabrott
Torsdagen den 20 december 2007 greps Thelenius av civilklädda poliser på krogen Mera Bar på Norrlandsgatan i Stockholm. Hon togs in för provtagning och delgavs misstanke om ringa narkotikabrott. Hon erkände redan dagen efter i en intervju med Expressen att hon använt kokain.

## Familj
Thelenius har en dotter och en son från tidigare förhållanden. Hon fick den 7 december 2009 ytterligare en son med Peter Thelenius, sångare i Basic Element som hon gifte sig med 24 juli 2010. Därefter bytte hon namn till Linda Thelenius.

## Diskografi
- 2004 – "Summer Love"
- 2006 – "Forget Me, Forget Me Not"